# Johan Baptista Pahr
Johan (Giovanni) Baptista Pahr, död efter 1586, var en tysk-svensk byggmästare och arkitekt. Han var son till Jakob Pahr och bror till byggmästarna Franciscus Pahr, Dominicus Pahr och Kristoffer Pahr. Släkten Pahr hade norditalienskt påbrå och fick stor betydelse för den italienska renässansarkitekturens spridning till Nordeuropa.
Johan Baptista arbetade först under fadern i byggandet av das Piastenschloss. Därefter arbetade han under hertig Johan Albrecht I av Schwerin, först som murarmästare och senare som byggmästare på bygget av slottet i Schwerin. 1572 inkallades han till Kalmar av Johan III, att leda ombyggnationen av Kalmar slott. Han arbetade även med att modernisera Borgholms slott. Redan 1574 avvek han dock ur sin tjänst, och ersattes då av brodern Dominicus. Han togs dock snart till nåder, och var 1577–1578 byggmästare vid Älvsborgs slott.